# Хай-алай
Хай-алай (англ. jai alai, баск. jai alai (весёлый праздник)) — игра, в которой брошенный мяч должен отскочить от пола к стене.

## История игры
Хай-алай появилась на территориях колоний Испании в Карибском архипелаге и Центральной Америки. Впервые зарегистрирована в испанской Стране Басков в 1798 году. Старейший в США корт для игры в хай-алай был возведён в Сент-Луисе, штат Миссури, в 1904 году.

## Правила
Для игры требуется площадка, окружённая тремя стенами – спереди и по бокам. Мяч должен передаваться через удар стеной другому игроку. На передней стене обозначена линия, на высоте 0.9 метра, ниже которой попадать мячом нельзя. Длина корта составляет 54 метра, а высота передней стены – 12.2 метра, как и ширина корта. Стена делится четырнадцатью горизонтальными линиями, расположенными на равном расстоянии по всей ширине корта. Если играют командами из двух человек, то один держится ближе к центру площадки, а второй позади. Обычно скорость мяча превышает 300 километров в час. Для игры нужен твёрдый мяч размером 5 сантиметров и весом 130 граммов.
Также для игры используют специальную перчатку, которая заканчивается продолговатой плетёной корзиной длиной 70 сантиметров. Для защиты используют шлемы и иногда накладки. Вариативность защитных элементов широка ввиду отсутствия официального регламента, но «броня» не должна сковывать движений.
Игры проходят в круговом формате, до 7 или 9 очков. Две из восьми команд выходят на поле, подача производится ударом мяча сначала в зону между 7 и 4 линиями, а потом в стену. После каждого забитого мяча пропустившая команда сменяется другой из-за пределов площадки.
Мяч считается проигранным, если прилетает не в зону между 4 и 7 линиями; в случае долгого удержания мяча; если мяч был выброшен за пределы поля; если мяч не пойман после одного отскока от пола; в случае помехи противнику, который должен поймать мяч.
По правилам, у корта для хай-алай нет стены справа, поэтому игра ведётся только правой рукой.